# حق الاختصاص
حق الاختصاص هو أحد الحقوق التي تنص عليها الشريعة الإسلامية، الاختصاص في اللغة: الانفراد بالشيء دون الغير. أو إفراد الشخص دون غيره بشيء ما. أما في الاصطلاح الفقهي فقد عرفه الإمام ابن رجب الحنبلي بقوله: «وَهُوَ عِبَارَةٌ عَمَّا يَخْتَصُّ مُسْتَحِقُّهُ بِالِانْتِفَاعِ بِهِ وَلَا يَمْلِكُ أَحَدٌ مُزَاحَمَتَهُ فِيهِ وَهُوَ غَيْرُ قَابِلٍ لِلشُّمُولِ وَالْمُعَاوَضَاتِ». ومعنى غير قابل للشمول أي شمول جميع صنوف الانتفاع. وذكر الإمام العز بن عبد السلام في كتابه قواعد الأحكام بعض الأمثلة على الاختصاص فقال: «وَهِيَ أَنْوَاعٌ: أَحَدُهَا الِاخْتِصَاصُ بِإِحْيَاءِ الْمَوَاتِ بِالتَّحَجُّرِ وَالْإِقْطَاعِ. الثَّانِي الِاخْتِصَاصُ بِالسَّبْقِ إلَى بَعْضِ الْمُبَاحَاتِ. الثَّالِثُ الِاخْتِصَاصُ بِالسَّبْقِ إلَى مَقَاعِدِ الْأَسْوَاقِ. الرَّابِعُ الِاخْتِصَاصُ بِمَقَاعِدِ الْمَسَاجِدِ لِلصَّلَاةِ وَالْعُزْلَةِ وَالِاعْتِكَافِ. الْخَامِسُ الِاخْتِصَاصُ بِالسَّبْقِ إلَى الْمَدَارِسِ وَالرُّبُطِ وَالْأَوْقَافِ. السَّادِسُ الِاخْتِصَاصُ بِمَوَاقِعِ النُّسُكِ كَالْمَطَافِ وَالْمَسْعَى وَعَرَفَةَ وَالْمُزْدَلِفَةِ وَمِنًى وَبِرَمْيِ الْجِمَارِ. السَّابِعُ الِاخْتِصَاصُ بِالْخَانَاتِ الْمُسَبَّلَةِ فِي الطُّرُقَاتِ. الثَّامِنُ الِاخْتِصَاصُ بِالْكِلَابِ وَالْمُحْتَرَمِ مِنْ الْخُمُورِ».

## أدلته من السنة النبوية
قال رسول الله ﷺ: «مَنْ سبق إلى ما لم يَسْبقْه إليه مسلمٌ فهو له». وقال ﷺ: «مَنْ عَمَرَ أَرْضًا لَيْسَتْ لِأَحَدٍ، فَهُوَ أَحَقُّ بِهَا». وقال ﷺ: «مَن قام مِن مجلسِهِ ‌ثم ‌رجع ‌إِليه ‌فهو ‌أَحَقُّ ‌به». وقال ﷺ: «مِنىً مُناخُ من سَبقَ».